# Angels like You
Angels like You é uma música da cantora estadunidense Miley Cyrus, de seu sétimo álbum de estúdio Plastic Hearts, lançado em 27 de novembro de 2020, pela RCA Records. A música foi escrita por Cyrus, Ali Tamposi, Ilsey Juber com os produtores musicais Louis Bell e Andrew Watt. Foi lançado como o terceiro e último single do álbum em 12 de março de 2021.
Um videoclipe da canção foi lançado em 8 de março de 2021. Ele contém imagens da performance de Cyrus no pré-jogo do Super Bowl em 7 de fevereiro de 2021.

## Antecedentes
"Angels like You" foi lançado originalmente em 27 de novembro de 2020, ao lado do sétimo álbum de estúdio de Cyrus, Plastic Hearts. Um videoclipe para a música saiu em 8 de março de 2021. A canção foi lançado primeiramente nas rádios da Austrália, Reino Unido e na Itália.

## Composição
Foi especulada que a letra de "Angels like You" seria sobre Kaitlynn Carter, que Cyrus namorou anteriormente.

## Vídeoclipe
Um videoclipe oficial de "Angels like You" foi lançado em 8 de março de 2021. O clipe foi gravado em 7 de fevereiro de 2021, na apresentação de Cyrus no show de pré-jogo do Super Bowl LV. No final do vídeo, Cyrus endossa a vacinação para a COVID-19.

## Desempenho comercial
| Chart (2020–21)                                 | Melhor posição |
| ----------------------------------------------- | -------------- |
| Argentina (Argentina Hot 100)                   | 84             |
| Austrália (ARIA)                                | 92             |
| Bélgica (Ultratip Bubbling Under de Flandres)   | 1              |
| Canadá (Canadian Hot 100)                       | 55             |
| República Checa (Rádio Top 100)                 | 1              |
| Mundo (Billboard Global 200)                    | 87             |
| Islândia (Plötutíðindi)                         | 37             |
| Irlanda (IRMA)                                  | 43             |
| Lituânia (AGATA)                                | 69             |
| Países Baixos (Dutch Top 40)                    | 21             |
| Países Baixos (Single Top 100)                  | 51             |
| Portugal (AFP)                                  | 71             |
| Eslováquia (ČNS IFPI)                           | 93             |
| Suécia (Sverigetopplistan)                      | 17             |
| Suíça (Schweizer Hitparade)                     | 91             |
| Reino Unido (UK Singles Chart)                  | 66             |
| Estados Unidos (Bubbling Under Hot 100 Singles) | 7              |

| Parada (2021)                | Posição |
| ---------------------------- | ------- |
| Países Baixos (Dutch Top 40) | 99      |

## Histórico de lançamento
| Região    | Data                | Formato | Gravadora | Ref.   |
| --------- | ------------------- | ------- | --------- | ------ |
| Austrália | 13 de março de 2021 | Rádio   | Sony      | [ 28 ] |
| Itália    | 9 de abril de 2021  | Rádio   | Sony      | [ 29 ] |